# Peter Hill (cầu thủ bóng đá)
Peter Hill (8 tháng 8 năm 1931 – 8 tháng 1 năm 2015) là một cầu thủ bóng đá người Anh thi đấu ở vị trí tiền đạo tầm xa. Sinh ra ở Heanor, Hill từng thi đấu cho Rutland United và Coventry City.